# Championnat du monde de surf (WCT)
Pour les articles homonymes, voir WCT.
 (août 2018).
Le Championnat du monde de surf, appelé World Championship Tour et abrégé WCT est le championnat professionnel de surf de plus haut niveau de la World Surf League. Créée en 1976 grâce à l'apparition de l'International Professional Surfers (IPS , renommée par la suite Association of Surfing Professionals (ASP) en 1983 et WSL en 2015), la compétition oppose les meilleures surfeurs du monde à travers différentes étapes étalées sur l'année.
L'Américain Kelly Slater est le surfeur le plus couronné de la compétition avec onze titres. Il est également celui qui a remporté le plus de titres consécutifs, à savoir cinq entre 1994 et 1998. 
Après Gabriel Medina (2014, 2018, 2021), Adriano de Souza (2015) et Italo Ferreira (2019), Filipe Toledo est le quatrième brésilien a, à son tour, coiffé la couronne mondiale, à Trestles, où il a remporté les Rip Curl WSL Finals.
Sa place de numéro 1 mondial à l’issue de la phase régulière lui garantissait de ne disputer que la grande finale, en trois séries gagnantes où il a affronté son compatriote Italo Ferreira.

## Déroulement
Le championnat a lieu généralement entre les mois de février et de décembre. Le classement est réalisé grâce à un système de points acquis par les surfeurs à chaque épreuve. Pour les hommes, seuls les neuf meilleures manches sont comptabilisées. Le champion du monde n'est pas nécessairement désigné en fin de saison : en 2008 par exemple Kelly Slater a engrangé assez de points pour être couronné dès l'étape de Mundaka au Pays basque espagnol, de même pour John John Florence en 2016 qui a été couronné champion du monde après avoir gagné l'étape de Meo Rip Curl pro Portugal. Un changement de format de compétition est actuellement à l'étude pour l'année 2009 et devrait permettre de boucler les compétitions dans un temps plus court. Les organisateurs auraient alors le choix entre le système actuel et le nouveau.
La compétition se déroule ainsi :
- 1er tour : 16 séries de trois, les premiers qualifiés pour le 3e tour, les deux autres en repêchages (ou 2e tour) ;
- 2e tour : 16 séries de deux (les battus du premier tour), les vainqueurs qualifiés pour le 3e tour, les battus sont classés 33e ;
- 3e tour : 16 séries de deux, les vainqueurs qualifiés pour le 4e tour, les battus sont classés 17e ;
- 4e tour : 8 séries de deux, les vainqueurs qualifiés pour les 1/4 de finale, les battus sont classés 9e ;
- 1/4 de finale : 4 séries de deux, les vainqueurs qualifiés pour les 1/2 de finale, les battus sont classés 5e ;
- 1/2 de finale : 2 séries de deux, les vainqueurs qualifiés pour la finale, les battus sont classés 3e ;
- Finale à deux, le vainqueur est classé 1er, le battu est classé 2e.

### Nouveau format
Chaque organisateur d'épreuve choisira entre l'ancien et le nouveau format en 2009. À partir de 2010 un nouveau format entre en vigueur pour toutes les épreuves ; le principe est un duel homme à homme dès le premier tour :
- 1er tour : 16 séries de deux, le vainqueur qualifié pour le tour 2, le battu classé 33e. Sont qualifiés pour ce tour 1 ;
  - les onze classés 17e à 27e de l'ASP World Tour de l'année précédente ;
  - trois participants bénéficiant d'une wild card ou blessés ;
  - les quinze qualifiés du WQS de l'année précédente ;
  - trois participants bénéficiant d'une wild card de l'épreuve.
- 2e tour : 16 séries de deux, le vainqueur qualifié pour le tour 3, le battu classé 17e. Sont qualifiés pour ce tour 2 les seize vainqueurs du tour 1 et les seize premiers du classement ASP World Tour de l'année précédente.
- 3e tour : 8 séries de deux, les vainqueurs qualifiés pour les 1/4 de finale, les battus sont classés 9e ;
- 1/4 de finale : 4 séries de deux, les vainqueurs qualifiés pour les 1/2 de finale, les battus sont classés 5e ;
- 1/2 de finale : 2 séries de deux, les vainqueurs qualifiés pour la finale, les battus sont classés 3e ;
- Finale à deux, le vainqueur est classé 1er, le battu est classé 2e.

### Barème de points
Nouveau barème à partir de 2010 (barème mis en place à la suite de la fusion des classements WCT et WQS en un classement unique)
| Place | Points |  | Place | Points |  | Place | Points |  | Place  | Points |
| ----- | ------ |  | ----- | ------ |  | ----- | ------ |  | ------ | ------ |
| 1er   | 10 000 |  | 3e    | 6 500  |  | 9e    | 3 750  |  | 33e    | 500    |
| 2e    | 8 000  |  | 5e    | 5 250  |  | 17e   | 1 750  |  | blessé | 500    |

Ancien barème jusqu'en 2009
| Place | Points |  | Place | Points |  | Place | Points |  | Place  | Points |
| ----- | ------ |  | ----- | ------ |  | ----- | ------ |  | ------ | ------ |
| 1er   | 1 200  |  | 3e    | 876    |  | 9e    | 600    |  | 33e    | 225    |
| 2e    | 1 032  |  | 5e    | 732    |  | 17e   | 410    |  | blessé | 225    |

## Étapes du circuit

### En 1992 (Yoplait Pro)
Navigation
Édition précédente Édition suivante
Le Yoplait Pro est la quatrième étape de l'ASP World Tour. Cette compétition de surf s'est tenue du 29 juillet au 2 août 1992 à l'île de La Réunion, département d'outre-mer français dans le sud-ouest de l'océan Indien. Organisé à Saint-Leu, une commune de l'ouest de l'île, il s'est disputé dans la baie de Saint-Leu, qui baigne le centre-ville. La quatrième édition de l'ASP World Tour de 1992, principal championnat organisé par l'Association des surfeurs professionnels, a été remporté par l'Australien Richard Marsh, qui s'est imposé en finale contre l'Américain Sunny Garcia et a ainsi signé sa seule victoire de la saison.

## Les champions du monde

### 1976 à 1991
| Année | Vainqueur         | Pays           | Nombre épreuves |  | Année | Vainqueur          | Pays       | Nombre épreuves |
| ----- | ----------------- | -------------- | --------------- |  | ----- | ------------------ | ---------- | --------------- |
| 1976  | Peter Townend     | Australie      | 14              |  | 1984* | Tom Carroll (2)    | Australie  | 24              |
| 1977  | Shaun Tomson      | Afrique du Sud | 12              |  | 1985* | Tom Curren (1)     | États-Unis | 20              |
| 1978  | Wayne Bartholomew | Australie      | 11              |  | 1986* | Tom Curren (2)     | États-Unis | 18              |
| 1979  | Mark Richards (1) | Australie      | 13              |  | 1987* | Damien Hardman (1) | Australie  | 21              |
| 1980  | Mark Richards (2) | Australie      | 10              |  | 1988  | Barton Lynch       | Australie  | 24              |
| 1981  | Mark Richards (3) | Australie      | 11              |  | 1989  | Martin Potter      | Angleterre | 25              |
| 1982  | Mark Richards (4) | Australie      | 12              |  | 1990  | Tom Curren (3)     | États-Unis | 21              |
| 1983* | Tom Carroll (1)   | Australie      | 16              |  | 1991  | Damien Hardman (2) | Australie  | 18              |

* : de 1983 à 1987 les saisons étaient à cheval sur deux ans d'avril à avril : 1983/1984 - 1984/1985 - 1985/1986 - 1986/1987 et 1987/1988. De plus le nombre d'événements importants s'explique par le fait que le WQS n'est apparu qu'en 1992.

### depuis 1992
Apparition du WQS en 1992 qualificatif pour le WCT
| Année  | Vainqueur              | Pays       | Nombre épreuves |
| ------ | ---------------------- | ---------- | --------------- |
| 1992   | Kelly Slater (1)       | États-Unis | 11              |
| 1993   | Derek Ho               | Hawaï      | 10              |
| 1994   | Kelly Slater (2)       | États-Unis | 10              |
| 1995   | Kelly Slater (3)       | États-Unis | 10              |
| 1996   | Kelly Slater (4)       | États-Unis | 14              |
| 1997   | Kelly Slater (5)       | États-Unis | 12              |
| 1998   | Kelly Slater (6)       | États-Unis | 11              |
| 1999   | Mark Occhilupo         | Australie  | 13              |
| 2000   | Sunny Garcia           | Hawaï      | 11              |
| 2001   | C.J Hobgood            | États-Unis | 5*              |
| 2002   | Andy Irons (1)         | Hawaï      | 12              |
| 2003   | Andy Irons (2)         | Hawaï      | 12              |
| 2004   | Andy Irons (3)         | Hawaï      | 11              |
| 2005   | Kelly Slater (7)       | États-Unis | 11              |
| 2006   | Kelly Slater (8)       | États-Unis | 11              |
| 2007** | Mick Fanning (1)       | Australie  | 10              |
| 2008   | Kelly Slater (9)       | États-Unis | 11              |
| 2009   | Mick Fanning (2)       | Australie  | 10              |
| 2010   | Kelly Slater (10)      | États-Unis | 10              |
| 2011   | Kelly Slater (11)      | États-Unis | 11              |
| 2012   | Joel Parkinson         | Australie  | 10              |
| 2013   | Mick Fanning (3)       | Australie  | 10              |
| 2014   | Gabriel Medina (1)     | Brésil     | 11              |
| 2015   | Adriano de Souza       | Brésil     | 11              |
| 2016   | John John Florence (1) | Hawaï      | 11              |
| 2017   | John John Florence (2) | Hawaï      | 11              |
| 2018   | Gabriel Medina (2)     | Brésil     | 11              |
| 2019   | Ítalo Ferreira         | Brésil     | 11              |
| 2021   | Gabriel Medina (3)     | Brésil     | 7               |
| 2022   | Filipe Toledo (1)      | Brésil     | 10              |
| 2023   | Filipe Toledo (2)      | Brésil     | 10              |
| 2024   | John John Florence (3) | Hawaï      | 10              |

### Bilan
Kelly Slater a remporté onze titres de champion du monde, ce qui fait de lui l'homme le plus titré dans l'histoire du championnat du monde de surf. Avec son titre de 2011, il est à 39 ans le plus vieux champion du monde, après avoir été le plus jeune en 1992 (20 ans). Mark Richards a décroché quatre titres ; Tom Curren, Andy Irons, Mick Fanning, Gabriel Medina et John John Florence en ont eu trois chacun. On notera que la World Surf League considère dans ces compétitions Hawaii comme une nation à part entière, ce qui signifie que les surfeurs Hawaïens peuvent participer et gagner le WCT avec la nationalité sportive Hawaïenne.  
* : les épreuves d'automne 2001 ont été annulées à cause des évènements du 11 septembre
** : l'épreuve du Globe Fidji a été annulée à cause du coup d'État aux Fidji le 6 décembre 2006
| Surfeur            | Nombre de titres | Années                                                           |
| ------------------ | ---------------- | ---------------------------------------------------------------- |
| Kelly Slater       | 11               | 1992, 1994, 1995, 1996, 1997, 1998, 2005, 2006, 2008, 2010, 2011 |
| Mark Richards      | 4                | 1979, 1980, 1981, 1982                                           |
| Tom Curren         | 3                | 1985, 1986, 1990                                                 |
| Andy Irons         | 3                | 2002, 2003, 2004                                                 |
| Mick Fanning       | 3                | 2007, 2009, 2013                                                 |
| Gabriel Medina     | 3                | 2014, 2018, 2021                                                 |
| John John Florence | 3                | 2016, 2017, 2024                                                 |
| Tom Caroll         | 2                | 1983, 1984                                                       |
| Damien Hardman     | 2                | 1987, 1991                                                       |
| Filipe Toledo      | 2                | 2022, 2023                                                       |
| Peter Townend      | 1                | 1976                                                             |
| Shaun Tomson       | 1                | 1977                                                             |
| Wayne Bartholomew  | 1                | 1978                                                             |
| Barton Lynch       | 1                | 1988                                                             |
| Martin Potter      | 1                | 1989                                                             |
| Derek Ho           | 1                | 1993                                                             |
| Mark Occhilupo     | 1                | 1999                                                             |
| Sunny Garcia       | 1                | 2000                                                             |
| C.J Hobgood        | 1                | 2001                                                             |
| Joel Parkinson     | 1                | 2012                                                             |
| Adriano de Souza   | 1                | 2015                                                             |
| Ítalo Ferreira     | 1                | 2019                                                             |

### Bilan par nations
L'Australie est la nation qui compte le plus de titres avec 16 sacres. Ils sont suivis par les États-Unis avec 15 titres, puis par Hawaii avec 7 titres.
| Pays           | Nombre de titres | Années                                                                                         |
| -------------- | ---------------- | ---------------------------------------------------------------------------------------------- |
| Australie      | 16               | 1976, 1978, 1979, 1980, 1981, 1982, 1983, 1984, 1987, 1988, 1991, 1999, 2007, 2009, 2012, 2013 |
| États-Unis     | 15               | 1985, 1986, 1990, 1992, 1994, 1995, 1996, 1997, 1998, 2001, 2005, 2006, 2008, 2010, 2011       |
| Hawaï          | 8                | 1993, 2000, 2002, 2003, 2004, 2016, 2017, 2024                                                 |
| Brésil         | 7                | 2014, 2015, 2018, 2019, 2021, 2022, 2023                                                       |
| Afrique du Sud | 1                | 1977                                                                                           |
| Angleterre     | 1                | 1989                                                                                           |